# As Canções Que Você Fez pra Mim (álbum)
As Canções que Você Fez pra Mim é o vigésimo álbum de estúdio, sendo o primeiro em espanhol, da cantora brasileira Maria Bethânia, lançado em 1993 pela Polygram/Philips Records.
O álbum é um tributo à dupla de compositores e cantores Roberto Carlos e Erasmo Carlos, contendo somente criações deles. A ideia do álbum partiu da gravadora, que convidou Bethânia para o projeto, sendo que ela mesma escolheu o repertório. O álbum vendeu mais de um milhão de cópias e é até hoje o mais vendido de sua carreira, superando Álibi, o antigo recordista.

## Contexto
Produzindo pelo Guto Graça Mello e Max Pierre, o álbum As Canções que Você Fez pra Mim pela cantora Maria Bethânia apresenta a artista cantando as canções compostas pelo Roberto Carlos e Erasmo Carlos, considerando umas das duplas de compositores mais famosos do Brasil. O álbum foi gravando com a English Symphony Orchestra e conduzindo pelo condutor britânico Graham Preskett, além de arranjos do músico brasileiro Jaime Além, sendo gravando em London e Los Angeles.

## Faixas
| N.º | Título                            | Duração |  |
| 1.  | "As Canções Que Você Fez Pra Mim" | 3:44    |  |
| 2.  | "Olha"                            | 3:39    |  |
| 3.  | "Fera Ferida"                     | 3:29    |  |
| 4.  | "Palavras"                        | 4:34    |  |
| 5.  | "Costumes"                        | 2:49    |  |
| 6.  | "Detalhes"                        | 5:05    |  |
| 7.  | "Você Não Sabe"                   | 3:09    |  |
| 8.  | "Eu Preciso de Você"              | 4:09    |  |
| 9.  | "Seu Corpo"                       | 4:01    |  |
| 10. | "Você"                            | 3:00    |  |
| 11. | "Emoções"                         | 4:13    |  |

## Laçamento
O álbum é o álbum mais vendido da cantora, vendendo mais que um milhão de copia. Segundo o jornalista Tárik de Souza do Jornal do Brasil, em apenas um mês o álbum tinha vendido 100,000 de copias. Com seu sucesso comercial, a gravadora ofereceu a Bethânia um projeto para um segundo álbum interpretando canções pelo Roberto e Erasmo. A cantora rejeitou o projeto.
No ano seguinte, ela fez uma turnê do álbum, começado no Canecão, um tradicional salão de concerto na cidade do Rio de Janeiro.

### Recepção critica
Eduardo Rech do jornal do Rio Grande do Sul O Folheto, criticou o álbum, falando que "em este projeto especial, Bethânia cantou exclusivamente canções composta pelo duo Roberto and Erasmo. A voz da cantora é reconhecível a quilômetros de distância, dando uma certa personalidade. Mais existe nada mais pode ser feito em relação para essas canções. É como se o rei (como Roberto Carlos é chamando) tinha pegando um resfriado".  José Carlos Assumpção do O Fluminense elogio o álbum do Bethânia, chamando a escolha dela de permanecer “fiel para as versões originais uma jogada ousada” e falando que apenas “cantores estabelecidos são capazes de personaliza clássicos.”
Tárik de Souza do Jornal do Brasil, classificou o álbum como “seleção cuidadosa do repertório do Roberto” e chamando de “moderno.”

## Legando
A canção foi o tema de abertura da novela Fera Ferida, escrito pelo Aguinaldo Silva e transmitindo pelo TV Globo.
Em uma enquete de 162 especialistas musicais conduzida pelo podcast Discoteca Básica, o álbum classificou em 309º, um dos cindo álbuns da cantora na careira solo dela mencionando na lista. Em outubro de 2024, uma nova versão do vinil foi lançado pelo Universal Music, apresentando uma cor azul translúcida esfumaçada.

## Las Canciones Que Hiciste pra Mí
Las Canciones que Hiciste pra Mí é um álbum de estúdio de Maria Bethânia com o mesmo repertório do álbum As Canções que Você Fez pra Mim, porém sete das onze são versões em espanhol, com os mesmos arranjos do outro disco. A versão de "As Canções que Você Fez pra Mim" foi escrita por Roberto Livi; a versão de "Emoções" foi escrita por Luis Gomez Escobar e a versão das outras canções foram escritas por Buddy Mary McCluskey.

### Faixas
| N.º | Título                                                                | Duração |  |
| 1.  | "Las Canciones que Hiciste para Mí (As Canções que Você Fez pra Mim)" | 3:44    |  |
| 2.  | "Olha"                                                                | 3:39    |  |
| 3.  | "Fiera Herida (Fera Ferida)"                                          | 3:29    |  |
| 4.  | "Palabras (Palavras)"                                                 | 4:34    |  |
| 5.  | "Costumes"                                                            | 2:49    |  |
| 6.  | "Detalhes"                                                            | 5:05    |  |
| 7.  | "Tú No Sabes (Você Não Sabe)"                                         | 3:09    |  |
| 8.  | "Necesito de Tu Amor (Eu Preciso de Você)"                            | 4:09    |  |
| 9.  | "Seu Corpo"                                                           | 4:01    |  |
| 10. | "Tu (Você)"                                                           | 3:00    |  |
| 11. | "Emociones (Emoções)"                                                 | 4:13    |  |